# Pecten eucymatus
Pecten eucymatus är en musselart. Pecten eucymatus ingår i släktet Pecten och familjen kammusslor. Inga underarter finns listade i Catalogue of Life.